# 기시베촌
기시베촌(일본어: 岸部村)은 일본 오사카부 미시마군에 설치되었던 촌이다. 현재의 스이타시 남동부에 해당한다.

## 역사
- 1889년 4월 1일 - 정촌제 시행에 의해 시마시모군 기시베촌이 성립하였다.
- 1896년 4월 1일 - 미시마군이 성립해, 소속이 변경되었다.
- 1940년 4월 1일 - 스이타정, 지사토촌, 도요노군 도요쓰촌과 합병해 스이타시가 성립하여, 동일 기시베촌은 폐지되었다.

## 교통

### 철도
- 신케이한 전기철도
  - 신케이한선 (현 한큐 교토 본선)

### 도로
구촌역에 메이신 고속도로의 스이타 휴게소가 소재하지만, 당시는 미개통

## 참고문헌
- 角川日本地名大辞典 27 大阪府